# Buenaventura Cousiño
Buenaventura (Ventura) Cousiño Jorquera (hacienda de Renca, 18 de julio de 1808-Santiago, 29 de noviembre de 1855) fue un abogado y diputado chileno.

## Primeros años de vida
Hijo de José Agustín Cousiño y Zapata y de Josefa Jorquera y Alfaro, fue hermano mayor de Matías Cousiño. Fue nieto de Juan Antonio Cousiño Orgue, natural de La Coruña (Galicia), el primer Cousiño en llegar a Chile.
Estudió en el Instituto Nacional y se graduó de abogado por la Facultad de Leyes de la Universidad de San Felipe, en 1836.

### Matrimonio e hijos
Posteriormente contrajo nupcias con Rosario Ortúzar Castillo, con quien tuvo abundante descendencia. Se dedicó al foro, al profesorado y a la política.

## Vida pública
Hizo clases de latín en el Instituto Nacional y en 1845 ingresó a la Facultad de Filosofía y Humanidades de la Universidad de Chile, donde pronunció un discurso sobre la "Excelencia de la literatuta latina", trabajo que fue publicado en los Anales de la Universidad. 
Hizo algunos viajes al norte, especialmente a Copiapó, donde nació su hijo Enrique. 
Fue elegido diputado suplente por Rere y Puchacay en 1840, pero no tuvo ocasión de reemplazar al diputado propietario. 
Ocupó el escaño de diputado titular por Rere en 1843. En 1846 fue elegido en representación de Osorno. En este período integró las Comisión permanente de Gobierno, Relaciones Exteriores y las de Educación y Beneficencia. 
Diputado propietario por Melipilla, en 1849, integrando la Comisión permanente de Constitución, Legislación y Justicia, y la de Gobierno y Relaciones Exteriores.